# Plecotus turkmenicus
Plecotus turkmenicus (Strelkov, 1988) è un pipistrello della famiglia dei Vespertilionidi diffuso nell'Asia centrale.

## Descrizione

### Dimensioni
Pipistrello di piccole dimensioni, con una lunghezza totale della testa e del corpo tra 52 e 55 mm, l'avambraccio lungo tra i 42 e i 45,5 mm e un'apertura alare fino a 30 cm. Il Plecotus turkmenicus arriva a un peso di a 15 g.

### Aspetto
La pelliccia è lunga. Il colore generale del corpo è biancastro o grigio-biancastro, con la base dei peli nerastra sul dorso e grigiastra sul ventre e le punte giallo-brunastre chiare. Sulla groppa è presente un anello di pelle nuda. Il muso è conico, privo di peli e brunastro. Le orecchie sono enormi, ovali, pallide, unite sulla fronte da una sottile membrana cutanea. Il trago è lungo circa la metà del padiglione auricolare, affusolato e con l'estremità smussata. Le membrane alari sono pallide, sottili e semi-trasparenti. Le dita dei piedi sono cosparse di peli biancastri e munite di robusti artigli biancastri. La coda è lunga ed inclusa completamente nell'ampio uropatagio.

## Biologia

### Comportamento
Si rifugia all'interno di grotte, cunicoli, fessure delle rocce e pozzi. Il volo è lento ed altamente manovrato. È una specie sedentaria.

### Alimentazione
Si nutre di insetti catturati in volo.

### Riproduzione
Danno alla luce un piccolo alla volta a primavera o agli inizi dell'estate.

## Distribuzione e habitat
Questa specie è diffusa nel Turkmenistan occidentale e nel Kazakistan e Uzbekistan sud-occidentali.
Vive in ambienti aridi.

## Conservazione
La IUCN considera questa specie come sinonimo dell'orecchione meridionale.